# Lista comunelor din Batna

Harta Algeriei cu provincia Batna evidențiată

Din provincia Batna fac parte următoarele comune:
- Abdelkader Azil
- Aïn Djasser
- Aïn Touta
- Aïn Yagout
- Amdoukal
- Arris
- Barika
- Batna
- Ben Foudhala El Hakania
- Bitam
- Boulhilat
- Boumagueur
- Boumia
- Bouzina
- Chemora
- Chir
- Djerma
- Djezar
- El Hassi
- El Madher
- Fesdis
- Foum Toub
- Ghassira
- Gosbat
- Guigba
- Hidoussa
- Ichmoul
- Inoughissen
- Kimmel
- Ksar Bellezma
- Larbaa
- Lazrou
- Lemsane
- Maafa
- Menaa
- Merouana
- N'Gaous
- Oued Chaaba
- Oued El Ma
- Oued Taga
- Ouled Ammar
- Ouled Aouf
- Ouled Fadel
- Ouled Sellam
- Ouled Si Slimane
- Ouyoun El Assafir
- Rahbat
- Ras El Aioun
- Sefiane
- Seggana
- Seriana
- Talkhamt
- Taxlent
- Tazoult
- Teniet El Abed
- Tighanimine
- Tigherghar
- Tilatou
- Timgad
- Tkoutt
- Zanat El Beida